# Arte italica
L'arte italica è l'arte prodotta dai vari popoli italici nel periodo protostorico, tra la prima età del ferro (IX-VIII secolo a.C.) e il completo dominio di Roma sulla penisola italiana (inizio del I secolo a.C.).
Per la produzione artistica anteriore si parla di arte preistorica in Italia, per quella successiva di arte romana, per la quale gli influssi provenienti dalla tradizione artistica italica divengono una delle componenti.

## Definizione

I sistemi linguistici parlati nella regione geografica italiana. Da un punto di vista strettamente linguistico, i "popoli italici" erano quelli qui indicati in verde più scuro, stanziati nel centro-sud della penisola (oltre che i siculi in Sicilia), escludendo quindi veneti, apuli, celti, greci, etruschi, liguri, reti, oltre che sicani ed elimi in Sicilia, le popolazioni di Sardegna e Corsica, i punici.

Tecnicamente, con popoli italici si intendono quei popoli indoeuropei parlanti le lingue italiche, attestati nel centro-sud della penisola dal IX secolo a.C. in poi. Tuttavia, è pure possibile parlare di "popoli dell'Italia antica", includendovi così tutte le varie popolazioni presenti all'epoca nella penisola. Alla luce di ciò, appare evidente come la definizione stessa di "arte italica" varierà in base a quale tra queste due posizioni scegliere.
Solitamente si considera parte dell'arte greca l'espressione artistica delle colonie greche di Magna Grecia e Sicilia greca. Più sfumata la posizione sulla produzione degli etruschi: si parla generalmente di arte etrusca, considerata o una parte (rilevante) dell'arte italica o una tradizione a sé; posizione simile quella sull'arte romana, la quale - in maniera del tutto analoga al processo politico realizzato da Roma - riuscì gradualmente, in un lungo processo concluso solo nel I secolo a.C., a compiere la prima unificazione di tutti i popoli della penisola.

## Caratteristiche
In linea di massima i popoli italici mantennero sempre una tendenza ad un'espressione artistica meno formalizzata, più vivace e spontanea rispetto all'arte greca, con cui pure ebbero contatti. Questa espressività "incolta" rimase più chiaramente avvertibile in particolare nelle popolazioni abitanti in aspre zone montane, più lontane dal contatto greco, come i piceni o i sanniti.
L'arte italica ha origine secoli prima del IX secolo a.C., quando ci furono i primi scambi commerciali nel sud Italia: gli esempi più chiari sono i dolmen e i menhir del Salento, insieme ai graffiti nelle grotte del Gargano. Le città italiche assimilarono lentamente la cultura ellenistica greca, insieme a quella romana. Le popolazioni che meglio svilupparono un'arte propria, sempre sotto l'influenza dei coloni della Grecia, a partire dall'VIII secolo a.C., furono gli etruschi e i dauni di Puglia, seguiti dai campani di Capua. L'arte spaziò dall'architettura monumentale dei templi, come nel miglior esempio nell'area sacra di Paestum, all'uso della ceramica, della terracotta e del bronzo per sculture minori di monumenti funebri, di vasi e di statuette votive.
L'arte italica, sviluppatasi nell'VIII secolo a.C., si fuse con quella di Roma nel I secolo a.C. dopo le campagne di conquista dell'Urbe del III secolo a.C., partendo da Taranto, Sicilia durante le guerre puniche, e infine durante le guerre sannitiche e la guerra sociale nel I secolo a.C.; i primi contatti, al livello architettonico, erano comparsi nel III secolo a.C. A seguito della completa assimilazione politica del territorio italico a Roma, l'arte di tali popolazioni scomparve gradualmente come tradizione autonoma.

## Arte presso le popolazioni italiche
Segue una breve rassegna sulla produzione artistica dei vari popoli italici.

### Piceni

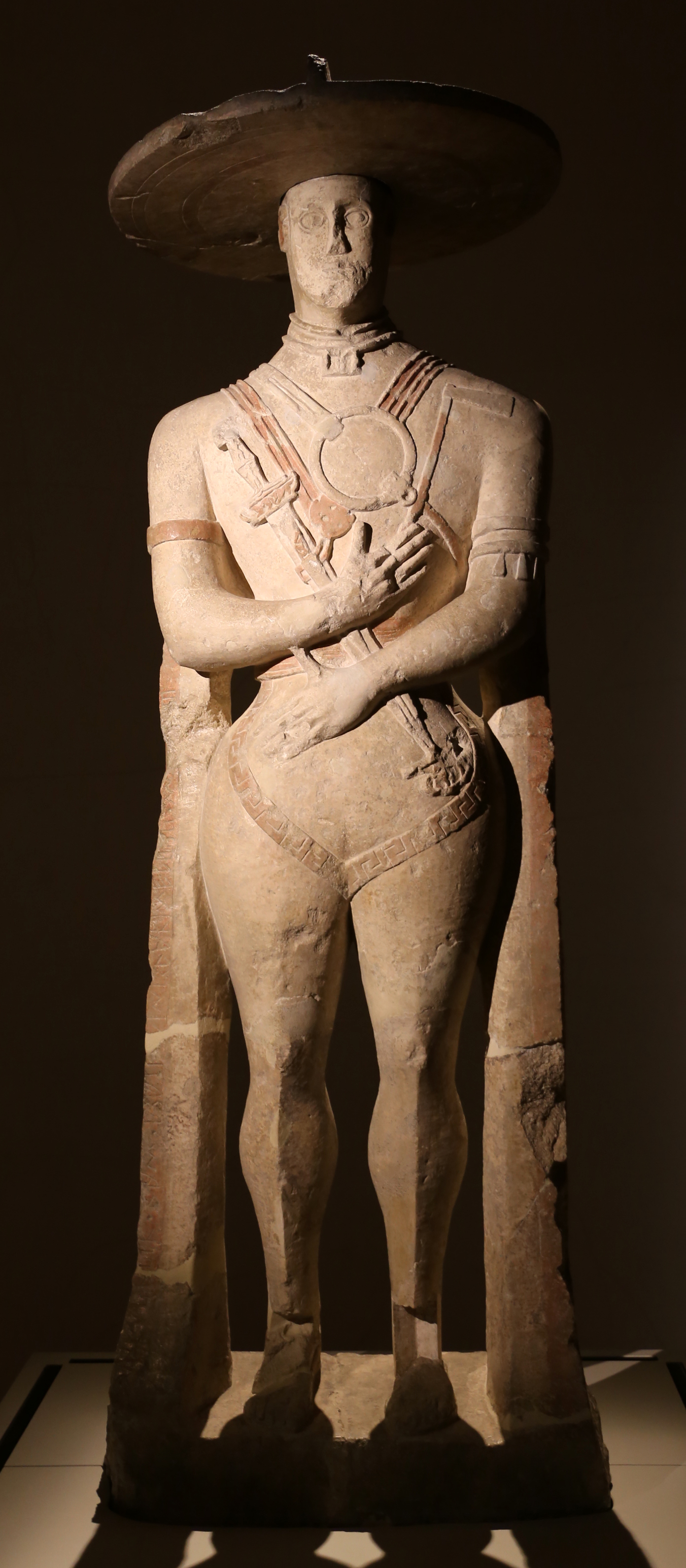
Il guerriero di Capestrano, VI secolo a.C.

La popolazione dei piceni era stanziata sulle coste del Mare Adriatico (nel Piceno, attuali Marche meridionali).
Di essa ci è pervenuta l'opera più monumentale dell'arte italica, il guerriero di Capestrano, alto 223 cm e databile al VI secolo a.C. La statua calcarea, sorretta da due evidenti puntelli laterali, decorati da due lance incise, raffigura un guerriero a dimensione maggiore del normale, con gioielli ed armi da parata. Si tratta probabilmente della rappresentazione di un defunto, posta come segnacolo per una tomba.
L'anatomia della figura umana non è definita come nei kouroi greci, ma è più approssimativa, mentre molta più cura è stata dispensata nel raffigurare i dettagli come le armi, che sottolineano il rango e l'importanza del personaggio.

### Apuli

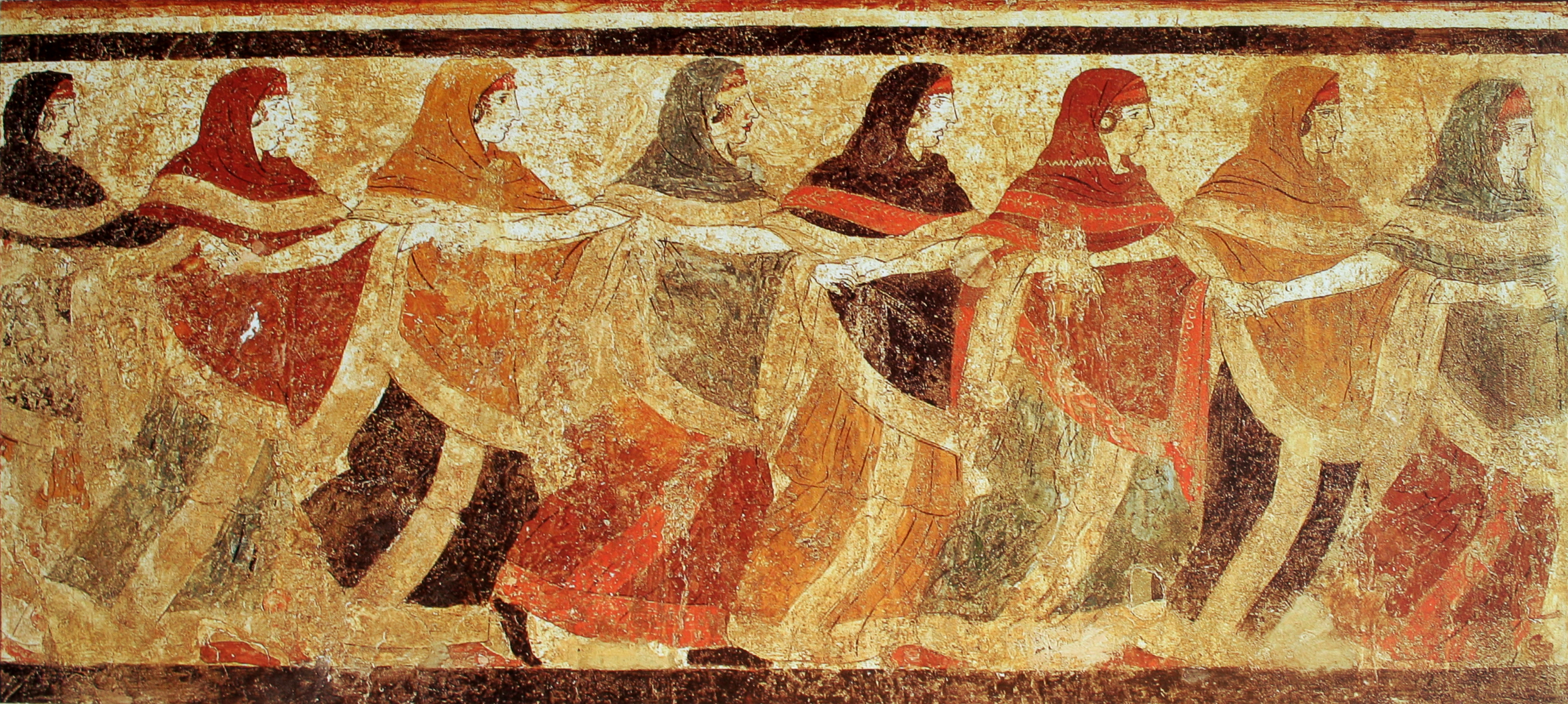
Affresco peucezio raffigurante danzatrici, dalla "tomba delle danzatrici" a Ruvo di Puglia, V-IV secolo a.C.

Nell'Apulia (sostanzialmente corrispondente all'attuale Puglia) risultavano stanziati, da nord a sud, le popolazioni di dauni, peucezi e messapi, organizzate in centri urbani dai vivi rapporti con le città elleniche sulla sponda opposta dell'Adriatico. 
Tra le produzioni più significative di queste popolazioni ci sono le stele funerarie, come quelle trovate a Siponto. Scolpite in calcare locale nel VII secolo a.C., riportano varie decorazioni a graffito, che rappresentano il defunto con immagini poco naturalistiche, incorniciate da motivi geometrici.
Dauni
Tra i reperti più significativi spiccano, oltre la ceramica subgeometrica, tipica di questa civiltà, senz'altro le famose stele daunie, lastre funebri antropomorfe scolpite dell'VIII- VI secolo a.C., trovate nella piana sud di Siponto, ad Arpi, Herdonia e negli altri maggiori centri dauni dal Gargano al Subappennino, e oggi conservate per lo più nel museo archeologico nazionale di Manfredonia. Rappresentano i defunti, fortemente stilizzati ed erano infisse verticalmente nel terreno, in corrispondenza delle sepolture di coloro che raffiguravano. Tra i simboli scolpiti sulle stele ricorre significativamente il simbolo del sole nascente (associato erroneamente alla svastica) e il fiore della vita. e molti "circoli concentrici" che altro non sono che "segni d'acqua" (rappresentazione del sasso nello stagno!) sulle stele raffigurati quali simboli beneauguranti di rinascita.
Tra gli altri reperti di rilievo è doveroso citare anche il Trapezophoros di Ascoli Satriano, una famosa scultura senza precedenti analoghi, in marmo policromo, raffigurante due grifoni che sbranano una cerva, esposta anche presso il Padiglione Italia durante l'Expo 2015.

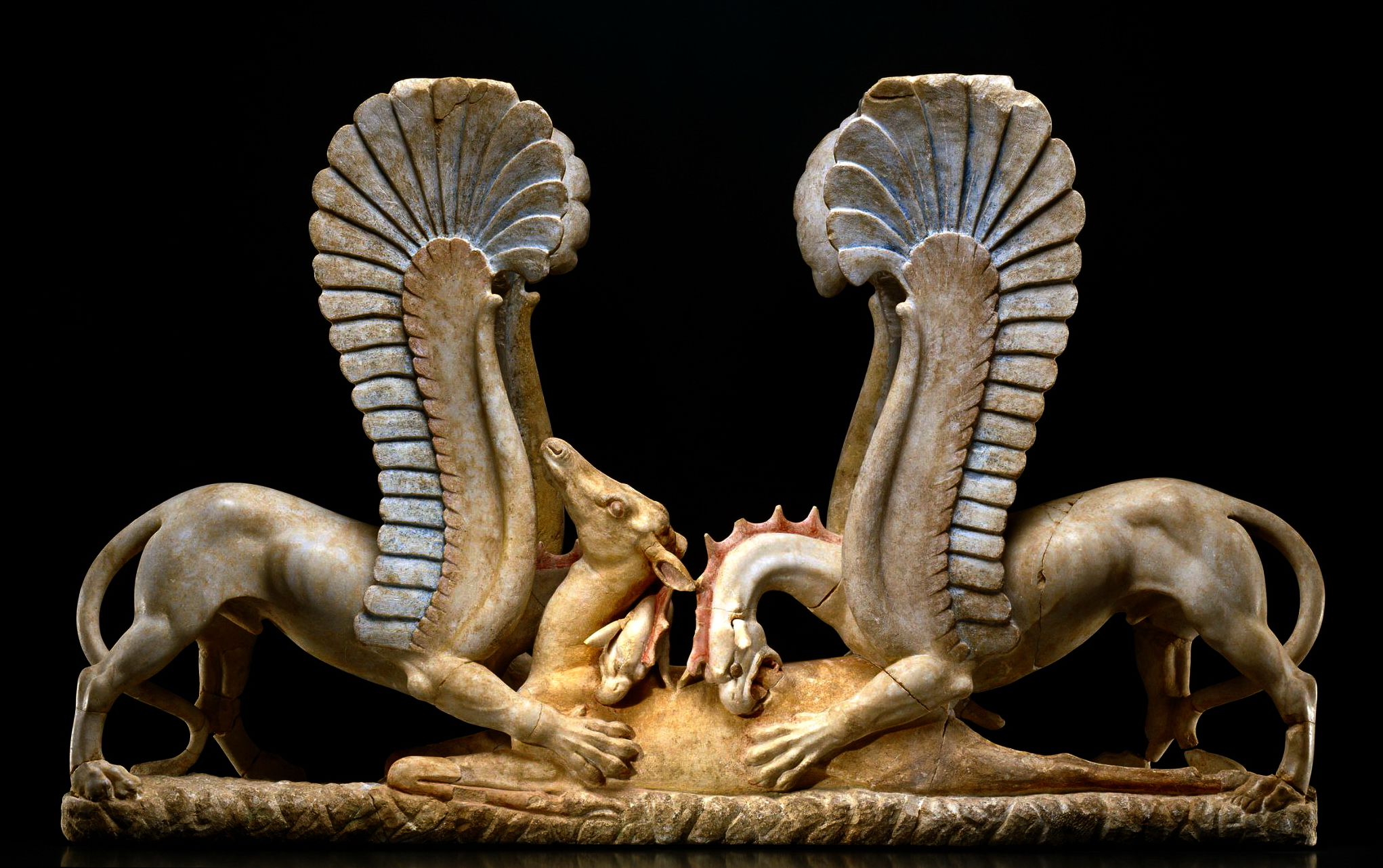
Trapezophoros con due grifoni che sbranano una cerva. Scultura dauna in marmo policromo (IV sec. a.C.). Rinvenuta ad Ascoli Satriano (FG), è considerata un'opera unica nel suo genere di cui non esistono precedenti analoghi.
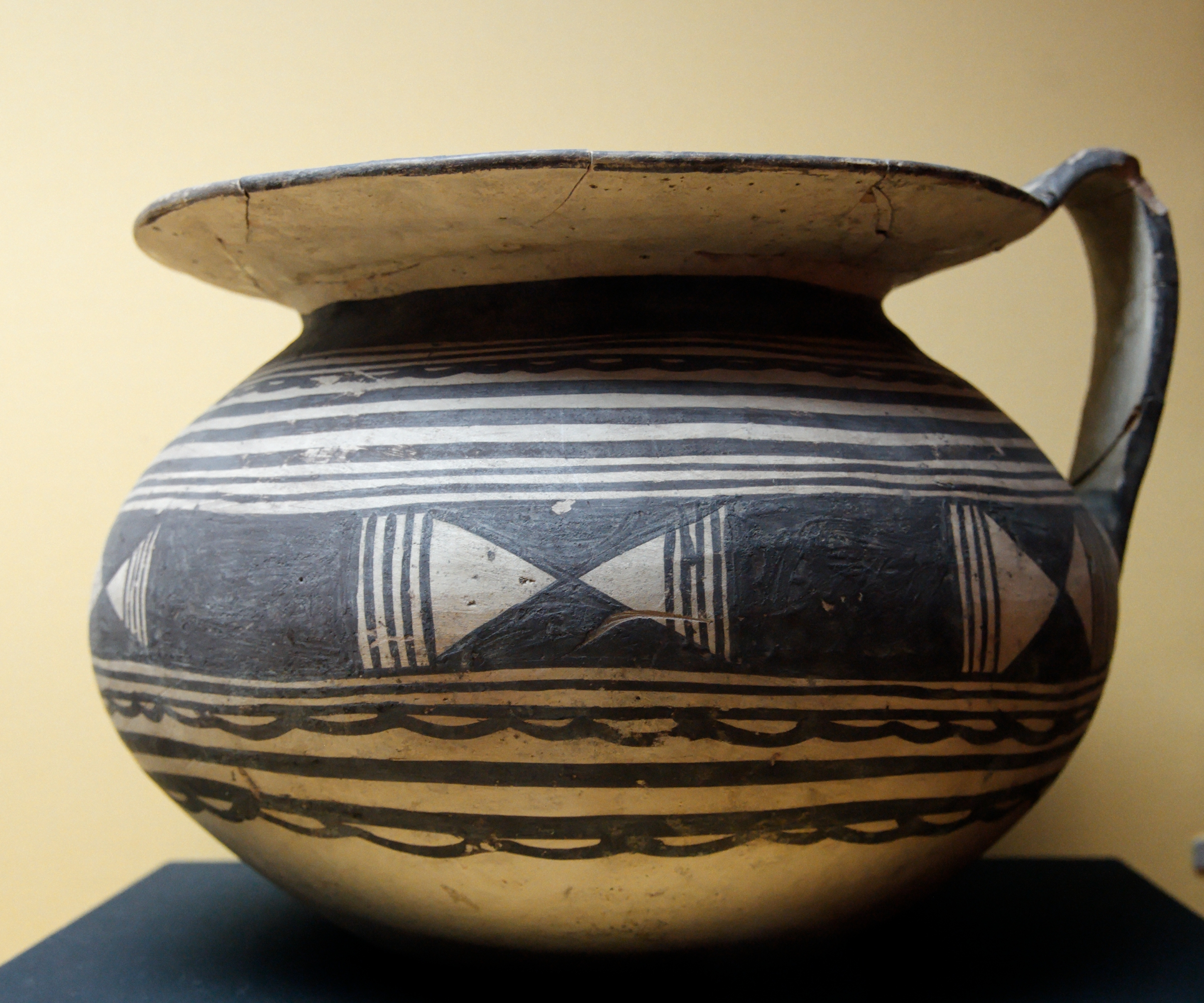
Vaso nero a figure rosse di Daunia

### Lucani
Riguardo alla pittura italica, il sito più ricco di opere conservate è l'area di Paestum. Tra le opere esposte al Museo archeologico nazionale di Paestum, un affresco raffigurante una scena della battaglia delle Forche Caudine combattuta durante la seconda guerra sannitica datato attorno al 320 a.C. richiama lo stile ellenistico pur mantenendo caratteristiche artistiche locali proprie. L'opera fu commissionata dai governanti della città lucana, alleata dei Sanniti all'epoca della battaglia, per commemorare la vittoria sannitica. Lo stile è conforme a quello ellenistico della Grecia antica e vi sono analogie in tale dipinto con le opere di Efranore, artista greco che dipinse la battaglia di Mantinea nel 362 a.C.

### Etruschi
Tracce dell'arte degli Etruschi, popolo stanziato nel territorio chiamato Etruria, si possono ritrovare nel triangolo compreso tra l'Arno a nord, il Tevere a sud e il Mar Tirreno a ovest, con propaggini anche nel nord e sud Italia (rispettivamente Etruria padana ed Etruria campana). L'arte etrusca si distingue tra il IX secolo a.C. e il I secolo a.C. circa (l'epoca di Silla e Ottaviano) rispetto a quella delle civiltà italiche di epoca preromana. Tale distinzione si affievolisce in modo progressivo a partire dal III secolo a.C. quando, insieme ai contributi provenienti da altre civiltà della penisola, la produzione etrusca confluisce nell'arte detta medio italica, fondamento sul quale andrà a costituirsi l'arte romana.